# Walter Schatzki
Walter Schatzki, eigentlich Walther Schatzki (* 26. August 1899 in Klafeld bei Siegen; † 27. Januar 1983 in New York City) war ein deutsch-amerikanischer Buchhändler und Antiquar.

## Leben
Schatzki stammte aus einer jüdischen Familie. Er war einer von fünf Söhnen des Diplom-Ingenieurs Ferdinand Schatzki (1857–1910), der als Oberingenieur bei der Siegener Verzinkerei AG in Klafeld-Geisweid tätig war, und seiner Frau Beate geb. Stern aus Schmallenberg. Seine Brüder waren der Textilfabrikant Herbert Schatzki, der Flugzeugkonstrukteur Erich Schatzki, der Röntgenologe Richard Schatzki (1901–1992) und der Arzt Paul Schatzki. Alle Brüder überlebten durch Emigration den Holocaust.

### Frankfurt
Nach einer kaufmännischen Lehre und Kriegsdienst im Ersten Weltkrieg begann Schatzki als reisender Verkäufer Kinder- und Jugendliteratur zu verkaufen. Mit Hilfe der Erbschaft einer Tante eröffnete er 1920 in Frankfurt am Main eine eigene Buchhandlung, die Jugendbücherstube am Theaterplatz 12. Zugleich begann er mit dem Aufbau einer umfassenden Sammlung alter Kinderbücher, aus der er 692 Titel 1931 an die New York Public Library verkaufte. Er war einer der ersten, die den antiquarischen Wert von Kinderbüchern erkannten und damit handelten. So beruhte auf seinem Sammlerexemplar die Ausgabe von Heinrich Hoffmanns Struwwelpeter (IB 66/2) 1933 in der Insel-Bücherei.
Zunehmend der nationalsozialistischen Judenverfolgung ausgesetzt, emigrierte er nach dem frühen Tod seiner ersten Frau Hilde 1936 im Jahr 1937 über London in die USA.
Sein Schwager Richard Schumann und Heinrich Cobet führten das Geschäft unter dem Namen Frankfurter Bücherstube Schumann & Cobet fort. Von 1988 bis zur Schließung 1995 gehörte es dem Suhrkamp Verlag.

### New York
Im Dezember eröffnete Schatzki ein neues Geschäft in New York, zunächst in gemeinsamen Räumen mit Hellmuth Wallach. 1941 veröffentlichte er seinen ersten Katalog Old and rare children's books, den viele als bibliographisches Nachschlagewerk nutzten und der 1974 nachgedruckt wurde.
Kinder- und Jugendbücher blieben seine Spezialität; daneben handelte Schatzki auch mit Zeichnungen und Musikalien, insbesondere Autographen. Walter Hinrichsen verkaufte über ihn Autographen der Musikbibliothek Peters, die er 1945 aus Leipzig mitgenommen hatte, an die amerikanische Sammlerin Mary Flagler Cary; mit ihrer Sammlung kamen sie 1968 in die Morgan Library. Dazu gehörten Franz Schuberts Schwanengesang; Chopins Mazurka op. 59, no. 3 und Polonaises op. 26; sowie Teile von Glucks Iphigenie auf Tauris und Georg Friedrich Händels Kantate Qual ti riveggio, oh Dio (HWV 150). Das Cary ebenfalls angebotene Oktett von Felix Mendelssohn Bartholdy kaufte hingegen die Library of Congress.
Schatzki war 1949 einer der Gründer und von 1962 bis 1964 Präsident der American Antiquarian Booksellers Association (AABA).

## Werke
- Children's Books Old and Rare. Catalogue Number One. New York 1941

Neuauflage: Children's Books old and rare. Catalogue number one (1941). Foreword by Leslie Shepard. Detroit: Gale Research Company 1974.

## Belege
1. ↑  Erinnerungen an die Geisweider Juden (Memento des Originals vom 14. September 2012 im Webarchiv archive.today)  Info: Der Archivlink wurde automatisch eingesetzt und noch nicht geprüft. Bitte prüfe Original- und Archivlink gemäß Anleitung und entferne dann diesen Hinweis., abgerufen am 21. April 2012

| Personendaten    | Personendaten                                   |
| ---------------- | ----------------------------------------------- |
| NAME             | Schatzki, Walter                                |
| ALTERNATIVNAMEN  | Schatzki, Walther (wirklicher Name)             |
| KURZBESCHREIBUNG | deutsch-amerikanischer Buchhändler und Antiquar |
| GEBURTSDATUM     | 26. August 1899                                 |
| GEBURTSORT       | Klafeld bei Siegen                              |
| STERBEDATUM      | 27. Januar 1983                                 |
| STERBEORT        | New York City                                   |